# Lienü zhuan
Lienu Zhuan (Vite di donne) è stato realizzato da Liu Xiang nel periodo degli Han Occidentali, un periodo che garantisce alla Cina un regime di relativa stabilità.
Quest'opera è divisa in 7 libri. I primi sei sono dedicati a 89 protagoniste che si sono distinte per i loro ottimi comportamenti e per tale motivo sono state innalzate al rango di paradigma per i posti. Il settimo libro è invece dedicato a 15 donne perverse, che costituiscono modelli da evitare in toto. Realizzando quest'opera, l'autore intende codificare il ruolo della donna, garantendone l'edificazione morale.